# Михайлов, Николай Иванович (художник)
Михайлов Николай Иванович (1898, Симбирск – 12 сентября 1940, Краснодар) – художник-живописец. Член АХР, Союза художников (с 1932). В своем творчестве уделял особое внимание революционной тематике.

## Биография
Родился в 1898 году в Симбирске в дворянской семье. Получил художественное образование в Казанской художественной школе, где учился у Н.И. Фешина и П.П. Бенькова. В 1919 году отправился на практику в Харбин, где прожил некоторое время. В 1921 году вернулся в Россию, жил во Владивостоке, а затем в 1924 году переехал в Москву.
В 1925 году был арестован по обвинению в хранении поддельного польского паспорта, однако спустя две недели освобожден. Вступил в Ассоциацию художников революционной России, а в 1932 году стал членом Союза художников.
В декабре 1934 года создал набросок «Москва в Колонном зале Дома Союзов прощается с Кировым». На черно-белой фотографии, сделанной для журнала «Искусство», между фигурами Сталина и Ворошилова в складках знамени проявилось изображение скелета. Работа была немедленно уничтожена. Через несколько дней Михайлов был арестован. 1 апреля 1935 года был осужден и приговорен к пяти годам исправительно-трудовых лагерей за контрреволюционную деятельность. Отбывал наказание сначала в Ухте, затем в Котласе. Освобожден 25 марта 1939 года. Поселился в Краснодаре, устроился на работу художником в театр.
Умер от инсульта 12 сентября 1940 года. Реабилитирован 15 сентября 1956 года.